# Müffling

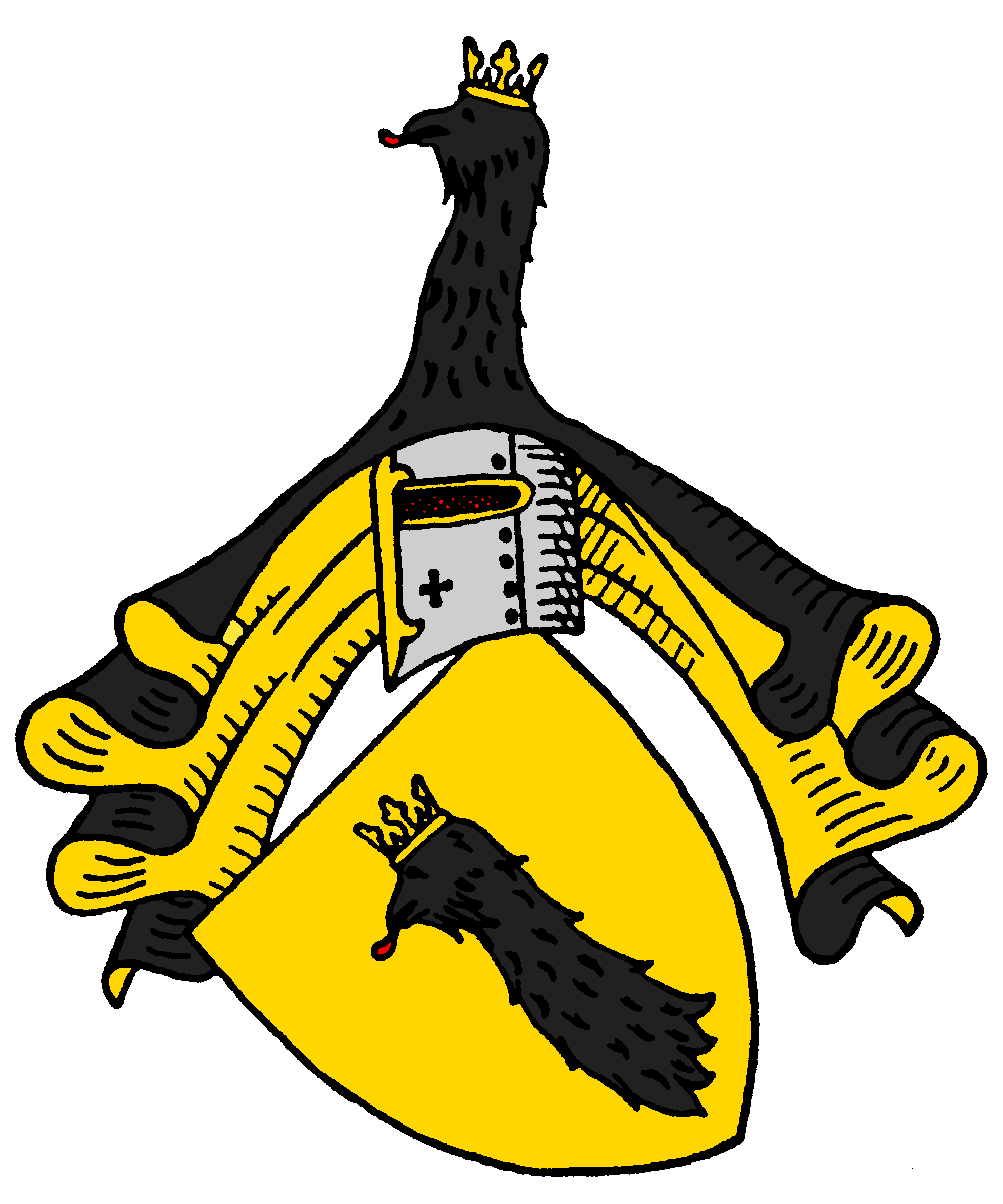
Wappen derer von Müffling

Müffling oder Müffling genannt Weiß ist Name eines oberpfälzischen Uradelsgeschlechts.

## Geschichte
Das Geschlecht erscheint erstmals urkundlich 1303 mit Gerhard Wisse und Heinrich Weise als Lehnsträger der Bischöfe von Würzburg. Die Familie verfügte zunächst im Raum Bayern und der Oberpfalz über umfangreichen Grundbesitz. Mit Hans Mufflinger genannt Weis erscheint sie erstmals 1504 urkundlich unter dem vereinigten Namen, der durch die Heirat von den ausgestorbenen Muffelger übernommen sein soll. Diese erscheinen erstmals urkundlich 1174 mit Conrad Mitfilger wahrscheinlich im württembergischen Stammhaus Mulfingen im württembergischen Jagstkreis. Die sichere Stammreihe beginnt mit Ulrich Weiß, urkundlich 1477 auf Kirmsees in der Oberpfalz.
Der Amtmann von Stockenroth und Hallerstein Hans Heinrich Müffling genannt Weiß († 7. Juli 1637 in Streitau) war Besitzer von Reichenfels, Hohenleuben und Prücklas. Er gelangte dann auch in den Besitz des Rittergutes in Oberredwitz und verfügte damit über das Kirchenpatronat der Annakirche. Später erwarb er Fattigau. Er wurde in der Müffling-Gruft der Sparnecker Veitskirche bestattet. Seine Nachkommen dehnten ihre Besitzungen im Raum Oberkotzau weiter aus, kurzzeitig gehörte ihnen auch ein Sitz in Haideck.
Einige Familienmitglieder schlugen eine Laufbahn beim preußischen Militär ein. Die Familie wurde in den Freiherrenstand erhoben. Die preußische Genehmigung zur Fortführung der Freiherrentitels wurde am 5. April 1878 für Eduard Freiherrn von Müffling, sonst genannt Weis und die in Preußen lebenden Mitglieder seinen Geschlechts verfügt.

## Wappen
Das Wappen zeigt in Gold Kopf und Hals einer gekrönten, rot-bezungten schwarzen (oder auch roten) Trappe. Auf dem Helm mit schwarz-goldenen Helmdecken das Schildbild.

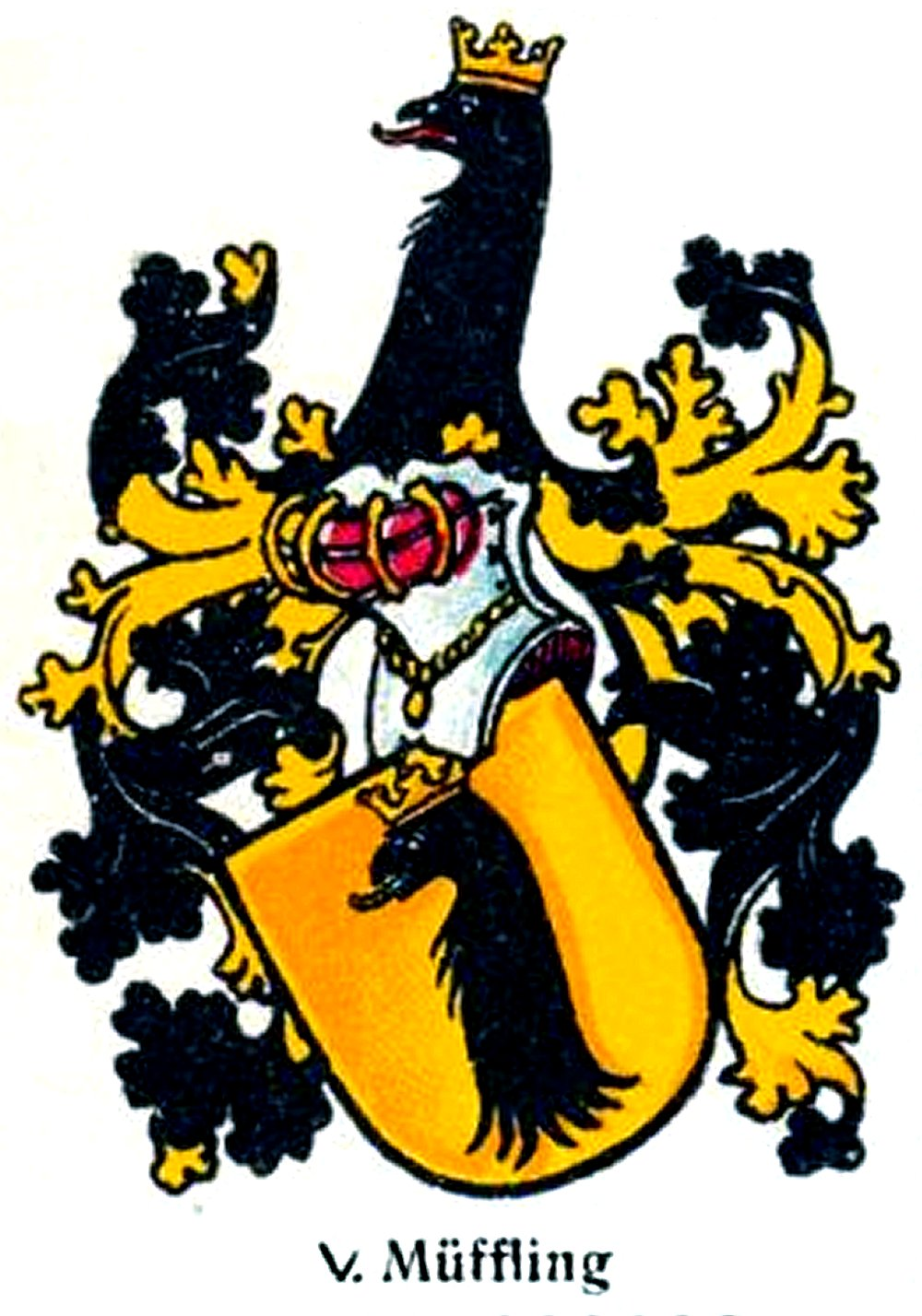
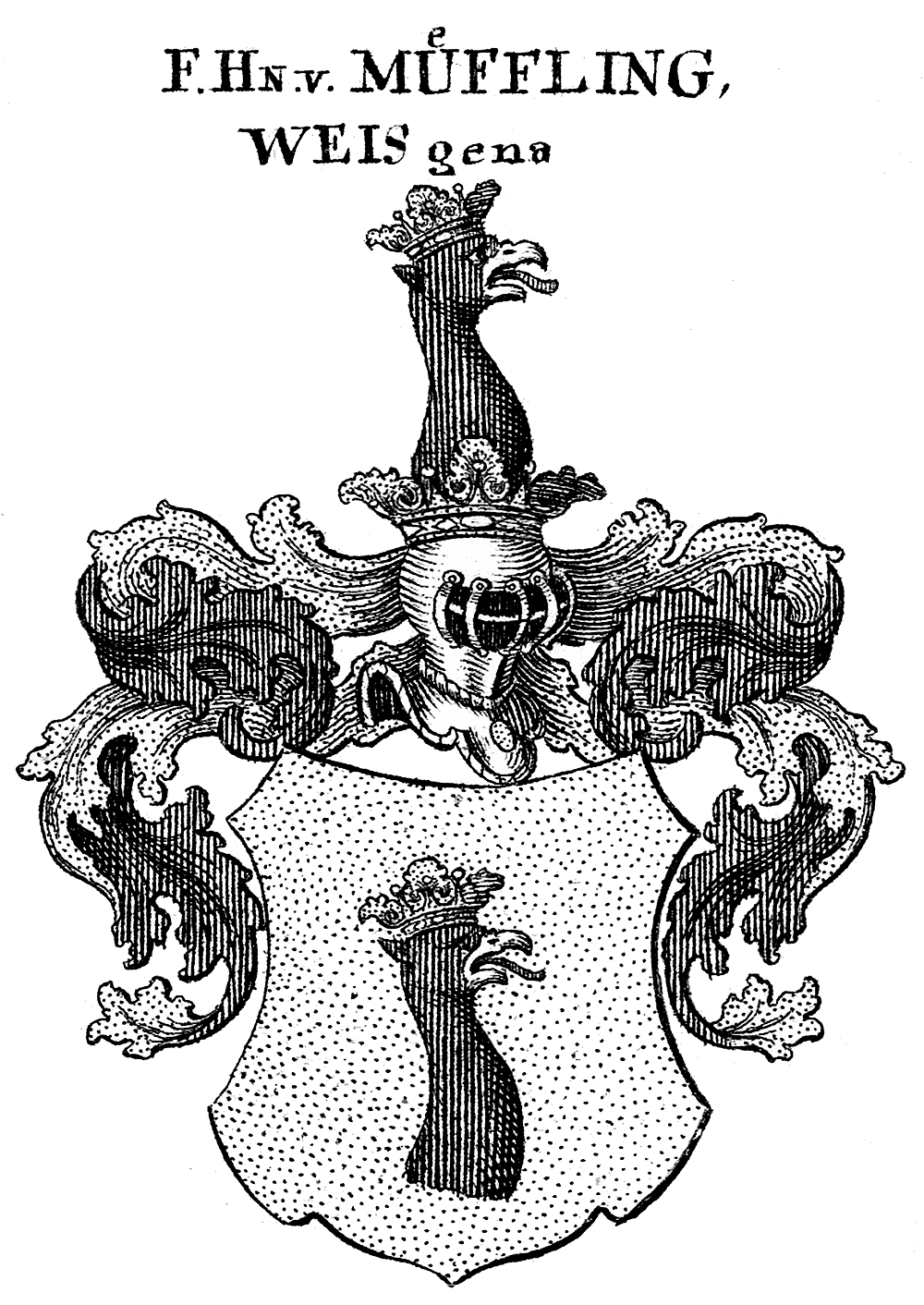
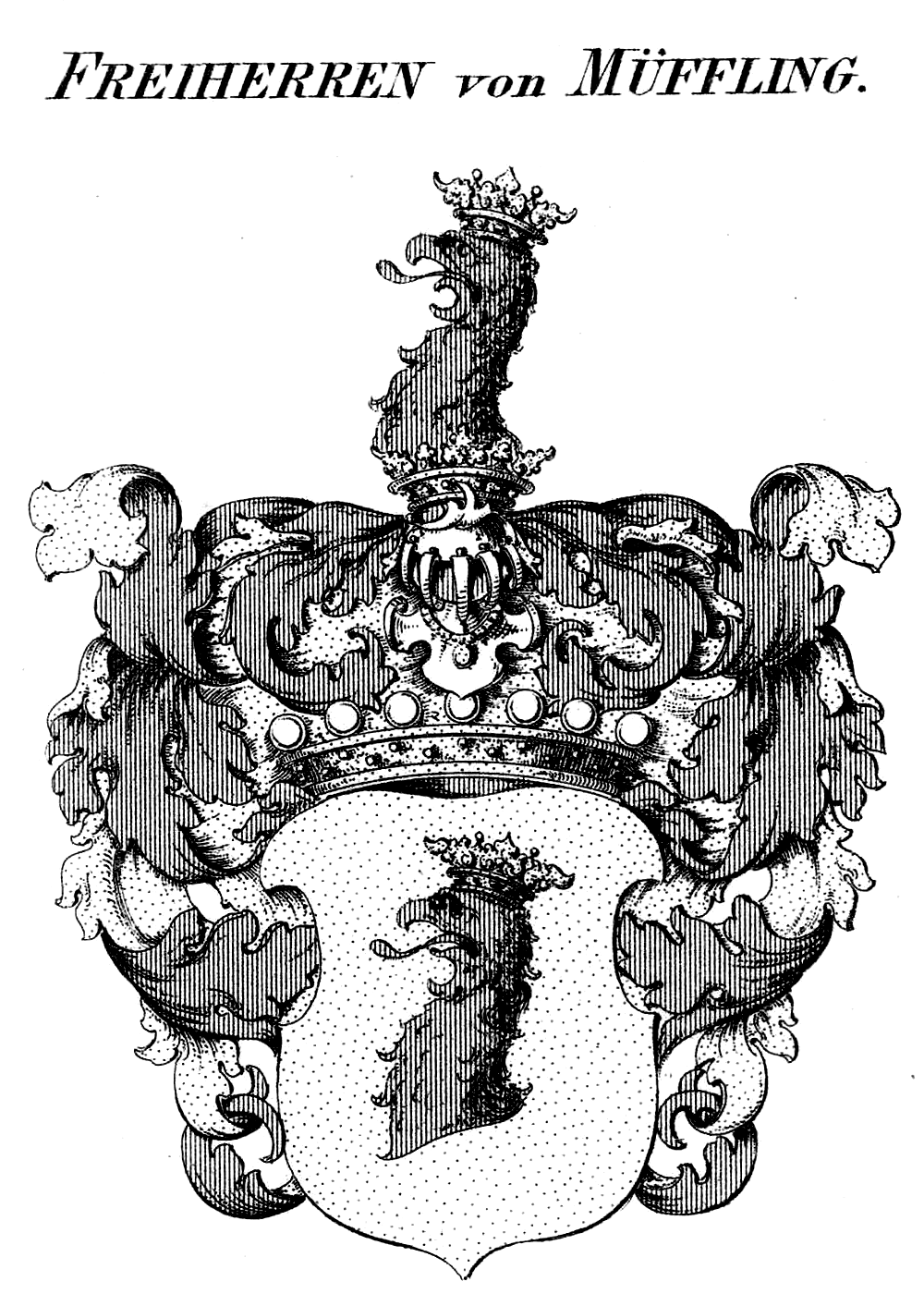

Historische Wappenvarianten

## Familienmitglieder (chronologisch)
- Friedrich Wilhelm von Müffling (1742–1808), preußischer Generalmajor
- Karl von Müffling genannt Weiß (1775–1851), preußischer Generalfeldmarschall, Militärschriftsteller und Geodät
- Wilhelm von Müffling genannt Weiß (1778–1858), preußischer General der Infanterie, Gouverneur der Festung Mainz ⚭ Auguste von Thadden (1794–1874)
  - Wilhelm (1817–1860), preußischer Major ⚭ Elisabeth Freiin von Lorenz (1835–1882)
    - Ernst (* 1855), preußischer Major, Rechtsritter des Johanniterordens ⚭ 11. November 1901 Elisabeth von Rath (* 1869)
    - Klara (* 1857) ⚭ 9. Juni 1884 Anton von Thiesenhausen (1853–1935), preußischer Generalleutnant
    - Otto (* 1858)
    - I. ⚭ 23. Oktober 1883 Kornelie Wesselmann von Helmond (1864–1901) 1890 geschieden
    - II. ⚭ 1903 New York Marie Kling

  - Karl (1819–1867), preußischer Rittmeister a. D., Bürgermeister von Hasselbach ⚭ Henriette Bischoff von Weyerbusch
  - Natalie (1824–1863) ⚭ Dietrich von Grawert (1822–1889), preußischer Generalleutnant
- Karl von Müffling genannt Weiß (1834–1901), deutscher Verwaltungsbeamter und Rittergutsbesitzer
- Wilhelm von Müffling genannt Weiß (1839–1912), preußischer Jurist, Landrat und Polizeipräsident
  - Karl Freiherr von Müffling (1872–1952), deutscher Kapitän zur See der Kaiserlichen Marine, Sohn des Vorigen
  - Georg von Müffling genannt Weiß (1875–1957), preußischer Landrat vom Kreis Oberbarnim, Bruder des Vorigen